# Heinrich I. (Schwarzburg)
Heinrich I. von Schwarzburg (* um 1130; † 26. Juli 1184 in Erfurt) war Graf von Schwarzburg.

## Leben
Heinrich war ein Sohn Sizzos III. von Schwarzburg-Käfernburg und dessen Gemahlin Gisela von Berg (ca. 1120 verheiratete Tochter von Graf Adolf II. von Berg († um 1160) und der Adelheid von Kleve, Tochter von Graf Rütger II.).
Er war mit einer Tochter des Grafen Hermann II. von Winzenburg verheiratet. Einziges bekanntes Kind aus dieser Ehe war Elisabeth († 1260), die den Grafen Burchard I. von Mansfeld († 1229) heiratete.
Heinrich erbte die Schwarzburg. Nach seinem Tod beim Erfurter Latrinensturz erhielt sein Bruder Graf Günther II. von Kevernburg die Schwarzburg.